# 下川隼佑
下川隼佑（日语：／，2000年3月22日—）是一名出生於日本神奈川縣横濱市的職業棒球選手，效力於日本職棒東京養樂多燕子，主要守備位置為投手。

## 外部連結
- 下川隼佑在日本職棒（英语）